# 'Aho'eitu de Tonga
'Aho'eitu (literalmente el día ha amancecedo en tongano), según la mitología tongana y la tradición oral fue un hijo del dios Tangaloa 'Eitumātupu'a y una mujer llamada 'Ilaheva Va'epopua. Fue gracias a ello que se convirtió en el primer rey de la dinastía Tu'i Tonga (Señor de Tonga ) a principios del siglo x, destronando al anterior con el mismo título pero de origen uanga ("de los gusanos") Kohai, por no tener un origen divino. 

## Biografía según la mitología
Su madre, Va'epopua, era una mujer terrenal que vivía en el actual Popua (llamada así en su honor), un suburbio de la ciudad capital, Nuku'alofa, y ubicado cerca de la gran laguna de Tongatapu . Va'epopua fue también amante del dios del cielo, 'Eitumātupu'a, con quien mantuvo relaciones cada vez que visitaba la tierra, un romance que llevó a la concepción de 'Aho'eitu, lo que provocó que este se fuera antes de que naciera su hijo. Durante la infancia de 'Aho'eitu, su madre evitaba continuamente que indagara sobre su herencia paterna, pero después de años de repetidas preguntas, la madre de 'Aho'eitu finalmente le reveló la identidad de su padre. Ella lo dirigió hacia el gran árbol toa para que lo escalara, alcanzando el reino de su padre. Siguió el camino que le había indicado su madre y encontró a su padre cazando palomas. 'Eitumātupu'a se conmovió al ver a su hijo y lo invitó a su casa a tomar kava y comer.

### Traición y fratricidio
'Eitumātupu'a le presentó a sus otros hijos, los medio hermanos mayores de 'Aho'eitu, eran hijos de mujeres celestiales. Estos otros hijos, que también vivían en el cielo estaban en ese momento jugando al sika-'ulu-toa, un juego de lanzamiento de volea con jabalinas hechas de la madera del árbol toa (madera de hierro). Cuando sus hermanos conocieron a su hermano mestizo, sintieron una enorme envidia. Una vez que se quedaron solos con 'Aho'eitu, desafiaron a su hermano a unirse al juego, durante el cual el niño fue herido mortalmente por el impacto de las jabalinas afiladas de uno de sus hermanos. El niño murió, y sus restos fueron cocinados (algunas fuentes no especifican en el tema) y comidos por sus hermanos, quienes tiraron su cabeza a un arbusto hoi, volviéndola venenosa.

### Resurrección
Un tiempo después, 'Eitumātupu'a envió a una mujer a buscar a su hijo 'Aho'eitu, pero ella regresó con el mensaje de que no habían encontrado al niño. El dios inmediatamente dedujo lo que había sucedido y se enfrentó a sus otros hijos, obligándolos a vomitar los restos de su hermano en un kumete (un gran cuenco de madera, ahora ampliamente utilizado en todas las islas del Pacífico Sur para ceremonias de beber kava) haciéndoles cosquillas en la garganta. Al darse cuenta de que al niño le faltaba la cabeza,'Eitumātupu'a envió un mensajero para buscar la cabeza y los huesos. Cuando se localizaron los últimos restos desaparecidos de 'Aho'eitu, todo se combinó en el kumete, junto con agua y algunas hojas de nonufiafia, una conocida planta medicinal capaz de revivir a personas que estaban cerca de la muerte. Se revolvió el contenido y se cubrió el recipiente con hojas de plátano, repitiendo el proceso hasta tres veces, momento en el que 'Aho'eitu de repente se sentó, con el cuerpo reconstituido.

### Resolución
Él y sus hermanos fueron convocados a la presencia de 'Eitumātupu'a, donde el dios reprendió a sus hijos mayores por su traición. Los castigó confinándolos en el cielo, mientras que 'Aho'eitu fue enviado de regreso a la tierra, con mandato divino de convertirse en el Rey de Tonga. Sus medio hermanos se arrepintieron y rogaron a su padre que también a ellos se les permitiera seguir a 'Aho'eitu en la tierra. Su padre finalmente cedió, pero estipuló que, independientemente de su divinidad y antigüedad en edad, ellos y sus descendientes debían servir a 'Aho'eitu y su casa para siempre.

## Linaje real
De 'Aho'eitu desciende la dinastía Tu'i Tonga. Aunque el título Tu'i Tonga en sí ya no existe, la sucesión continúa a través del título nobiliario de Kalaniuvalu a partir de 1865, cuando el último Tu'i Tonga,  Sanualio Laufilitonga murió legando a su hijo Kalaniuvalu ( bautizado como Guillermo Fatafehi-'o-Lapaha) el título, un legado caído en desgracia. El actual sñoer de Tonga, Aho'eitu Tupou VI, desciende directamente de Laufilitonga a través de la hija de este último, doña Lavinia Veiongo, que era hermana gemela de Kalaniuvalu, lo que otorga a la dinastía Tupou una antigüedad consuetudinaria sobre Kalaniuvalu y sus descendientes, cortesía del antiguo sistema Fahu de parentesco tongano. Aparte de esto, la Casa de Tupou también desciende directamente de 'Aho'eitu como los legítimos sucesores del linaje Tu'i Kanokupolu, que era una rama menor del linaje real encargado de gobernar el problemático distrito Hihifo, en Tongatapu. De esta manera, se puede razonar que la dinastía Tu'i Tonga y su realeza aún existen, lo que la convierte en la segunda dinastía real sobreviviente más antigua después de la dinastía imperial de Japón .
Los nombres de los hermanos mayores de 'Aho'eitu dieron nombre a algunos cargos o títulos concretos emparentados con la dinastía real:
- Talafale: se convirtió en el Tu'i Faleua ( Señor [de la] Segunda Casa ), una dinastía de repuesto en caso de que la línea de 'Aho'eitu alguna vez se extinguiera (lo que aparentemente aún no ha sucedido). También se convirtió en el Tu'i Pelehake (Señor Favorecido ), otro título muy alto. Durante años, el príncipe Fatafehi, hermano del rey Taufa'ahau Tupou IV, conservó ambos títulos, pero después de su muerte en 1999, solo el título de Tu'i Pelehake fue heredado por su hijo, ya que el título de Tu'i Faleua volvió a la Corona.
- Matakehe: su línea se extinguió durante el reinado del Tu'i Tonga Tu'itātui. Él y su hermano menor, el Tu'i Folaha, eran los guardianes personales de Tu'i Tonga.
- Maliepō; sus descendientes son los matāpule, Lauaki y los Kau Tufunga (Sepultureros Reales).
- Tu'i Loloko: su linaje aún sigue vigente. Él y su hermano menor debían gobernar en nombre del rey.
- Tu'i Folaha; su linaje terminó durante el reinado del Tu'i Tonga Tu'itātui. Junto con su hermano, Matakehe eran los guardianes de los Tu'i Tonga y el título en última instancia tenía una línea de sangre directamente conectada con Houma, una aldea al suroeste de Tongatapu.

'Aho'eitu se ha convertido en el homónimo de varias otras generaciones de sus descendientes jefes y reales.
| Predecesor: Título de nueva creación Kohai según la mitología | Tu'i Tonga siglo x | Sucesor: Lolofakangalo |